# Megaherpystis
Megaherpystis is een geslacht van vlinders van de familie bladrollers (Tortricidae), uit de onderfamilie Olethreutinae.

## Soorten
- M. agmatophora Diakonoff, 1989
- M. eusema Diakonoff, 1969
- M. melanoneura (Meyrick, 1912)
- M. thalameuta (Meyrick, 1918)